# Amydria muricolor
Amydria muricolor är en fjärilsart som beskrevs av Walsingham 1914. Amydria muricolor ingår i släktet Amydria och familjen Acrolophidae. Inga underarter finns listade i Catalogue of Life.